# Ajai Singh
Ajai Singh, född 20 november 1934 nära Kota i Rajasthan, död 18 april 2023, var en indisk militär och administratör. Han var guvernör i Assam 2003–2008.